# Helen Upperton
Helen Upperton (ur. 31 października 1979) – kanadyjska bobsleistka (pilot boba). Srebrna medalistka olimpijska z Vancouver.
Urodziła się w Kuwejcie. Starty rozpoczęła w 2002. Igrzyska w ojczyźnie były jej drugą olimpiadą – w 2006 zajęła czwarte miejsce. Partnerowała jej wówczas Heather Moyse. Po medal w Kanadzie sięgnęła z Shelley-Ann Brown. Zwyciężała w zawodach Pucharu Świata.
Zakończyła karierę w 2012 roku.